# Germania Hamm
Germania Hamm (offiziell: Turn- und Sportverein Germania 04 Hamm e. V.) war ein Sportverein aus Hamm. Die erste Fußballmannschaft spielte drei Jahre in der höchsten westfälischen Amateurliga.

## Geschichte
Am 15. Mai 1904 wurde mit dem SC Germania Hamm die Urzelle des Vereins gegründet. Am 8. Juli 1905 kam der Hammer BV und ein Jahr später der SC Preußen Hamm hinzu. 1907 fusionierte der SC Germania mit dem Hammer BV zum VfB Hamm, der dann im August 1913 mit dem SC Preußen zum VfK Hamm fusionierte. Der VfB spielte in der Saison 1907/08 sowie von 1910 bis 1913 in der höchsten Spielklasse. Der Nachfolger VfK spielte von 1919 bis 1921 und nochmal in der Saison 1926/27 erstklassig. Von 1941 bildete der VfK mit einem namentlich unbekannten Verein eine Kriegsspielgemeinschaft. 1946 fusionierte der VfK mit dem 1877 gegründeten TV Hamm und dem Tennisclub Blau-Weiß Hamm zum TuS Germania Hamm. Ein Jahr später spalteten sich die Turner und Tennisspieler wieder ab.
Nach einer Vizemeisterschaft 1952 hinter dem Herringer SV gelang ein Jahr später der Aufstieg in die Landesliga, die damals die höchste Amateurliga Westfalens war. 1954 eröffnete der Verein die Union-Kampfbahn, die mit Hilfe der Westfälischen Union fertiggestellt wurde. Im Jahre 1956 verpasste die Mannschaft die Qualifikation für die neu geschaffene Verbandsliga Westfalen. Ein Jahr später folgte der Abstieg nach einer Entscheidungsspielniederlage gegen Arminia Bockum-Hövel. 1962 gelang der Wiederaufstieg in die Landesliga, dem ein Jahr später der direkte Wiederabstieg folgte. Nach zwei Vizemeisterschaften hinter dem SV Welver 1969 und dem TuS Wiescherhöfen 1972 gelang den Germanen in der Saison 1973/74 ein weiteres Landesligagastspiel. 1976 stieg die Mannschaft in die Kreisklasse ab und kehrte nur in den Spielzeiten 1978/79 und 1986/87 nochmal in die Bezirksliga zurück. In den folgenden Jahrzehnten rutschte die Germania bis in die Kreisliga B hinab. 
Am 1. Juli 2013 verschmolz die Germania mit dem TuS Lohauserholz-Daberg zum TuS Germania Lohauserholz-Daberg. Dabei wurde die Germania aufgelöst. Die Mitglieder traten dem TuS Lohauserholz-Daberg bei, der seinen Vereinsnamen um das Wort Germania ergänzte.

## Persönlichkeiten
- Klaus Ackermann
- Horst Hrubesch
- Bertul Kocabaş
- Michael Lusch